# Dick Broos
Derk Klaas (Dick) Broos (Utrecht, 23 februari 1903 – aldaar, 4 maart 1991) was een Nederlandse glazenier, graficus, schilder en docent.

## Leven en werk
Broos was een zoon van de Utrechtse huisschilder Jan Broos en Rikstje Timmer. Hij was in de jaren 20 werkzaam in het Nijverheidsonderwijs in Zeist en Utrecht, tot hij zich inschreef als leerling aan de Rijksakademie van beeldende kunsten in Amsterdam, waar hij les kreeg van Johannes Hendricus Jurres en Richard Roland Holst. In 1932, het jaar van zijn afstuderen, won hij de Prix de Rome voor monumentale en versierende schilderkunst. Hij maakte een studiereis door Italië en Frankrijk en werd vervolgens docent glas in lood aan de Academie voor beeldende kunsten in Arnhem. Hij gaf les aan onder anderen Ted Felen, José-Paul Samson, Petrus Josephus Schoofs en Gab Smulders.
Broos maakte naast glas-in-loodramen onder meer tegeltableaus, wandschilderingen en intarsia. Uit zijn ramen blijkt de invloed van Roland Holst. Broos' aanvankelijk gedekte kleurgebruik werd later helderder en feller. Hij werkte voor de uitvoering samen met de ateliers van Willem Bogtman in Haarlem en Willemsen in Utrecht. Hij was lid van het Genootschap Kunstliefde, dat ter gelegenheid van zijn 80e verjaardag een eretentoonstelling organiseerde.
De kunstenaar overleed op 88-jarige leeftijd in zijn geboorteplaats Utrecht.

## Werken (selectie)
- 1931 ramen voor de rouwkapel van het pathologisch laboratorium in Amsterdam
- 1938 raam voor het Klooster Ter Apel
- 1938-1939 twaalf ramen voor het stadhuis van Alphen aan den Rijn
- 1940 raam met de Domtoren voor het stadhuis van Utrecht
- 1950 raam voor de Regentesseschool in Utrecht
- 1957 twee ramen voor de Hervormde kerk in Kockengen
- 1960 vijftien ramen, waaronder Communicatie door de ether, voor het Hoofdpostkantoor in Den Haag

## Afbeeldingen

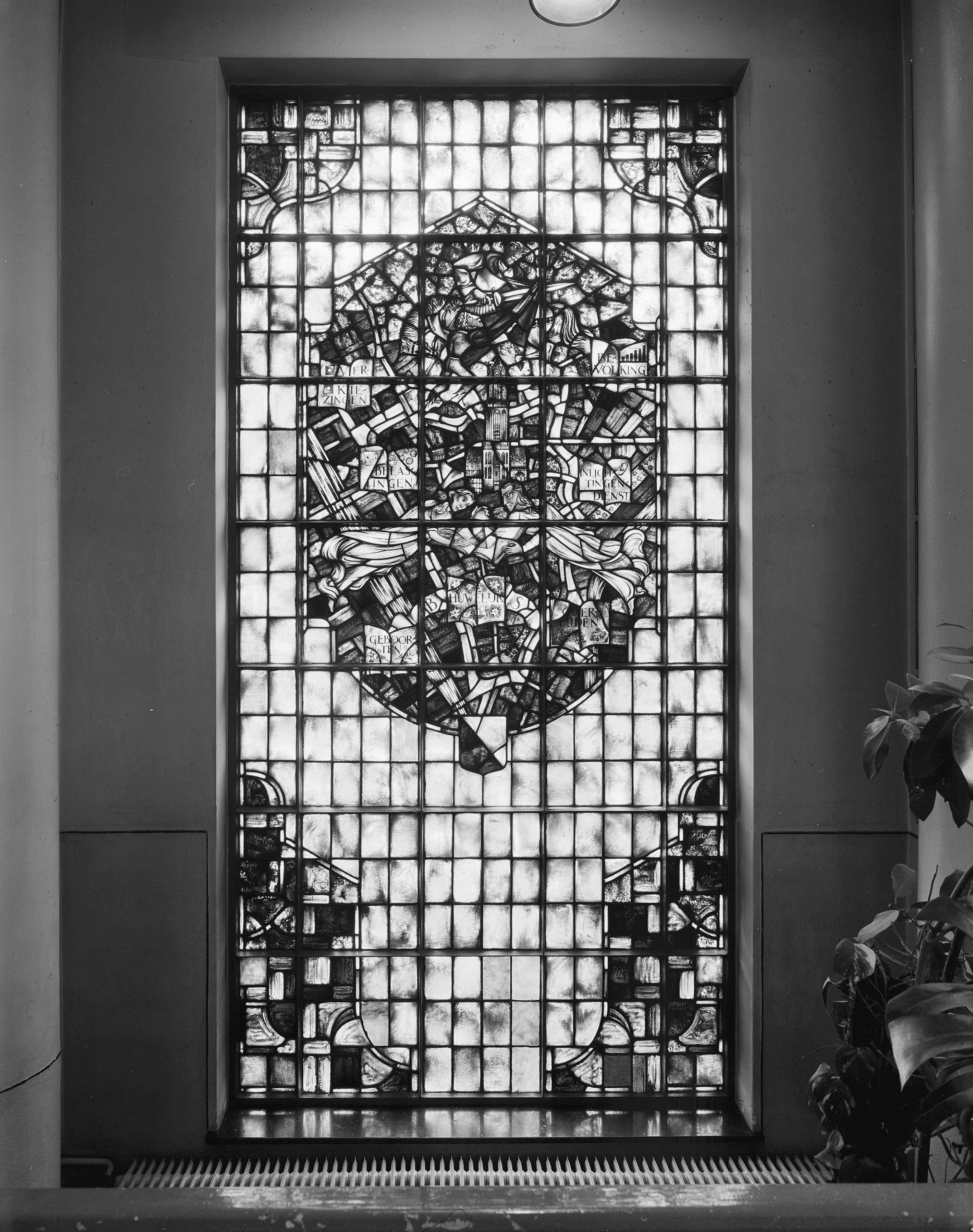
Raam met Domtoren (1940)